# NGC 5201
NGC 5201 is een spiraalvormig sterrenstelsel in het sterrenbeeld Grote Beer. Het hemelobject werd op 14 april 1789 door de Duits-Britse astronoom William Herschel.

## Synoniemen
- UGC 8480
- MCG 9-22-69
- ZWG 271.45
- PGC 47324